# Bernhard Klee
Bernhard Klee (* 19. April 1936 in Schleiz) ist ein deutscher Dirigent und Pianist. Als Orchesterleiter erlangte er internationales Ansehen.
Nachdem er mit 29 Jahren Generalmusikdirektor in Lübeck geworden war, führten ihn Verpflichtungen zu sinfonischen Klangkörpern, so war er Chefdirigent der NDR Radiophilharmonie in Hannover (1976–1979 und 1991–1995) und der Deutschen Staatsphilharmonie Rheinland-Pfalz in Ludwigshafen (1992–1997). Als Generalmusikdirektor wirkte er von 1977 bis 1987 in Düsseldorf. Ab den 1970er Jahren war er als ständiger Gastdirigent eng mit der britischen BBC verbunden, zuletzt gastierte er beim Philharmonischen Staatsorchester Halle.
Klee gilt als anerkannter Mozart-Interpret, dessen Schallplattenaufnahmen mit dem Deutschen Schallplattenpreis und der Wiener Flötenuhr ausgezeichnet wurden. Darüber hinaus machte er sich um die Aufführung moderner und zeitgenössischer Musik verdient, u. a. brachte er Werke von Hans Werner Henze (Ode an eine Äolsharfe) und Sofia Gubaidulina (Märchenpoem) zur Uraufführung.

## Leben

### Herkunft und Studium

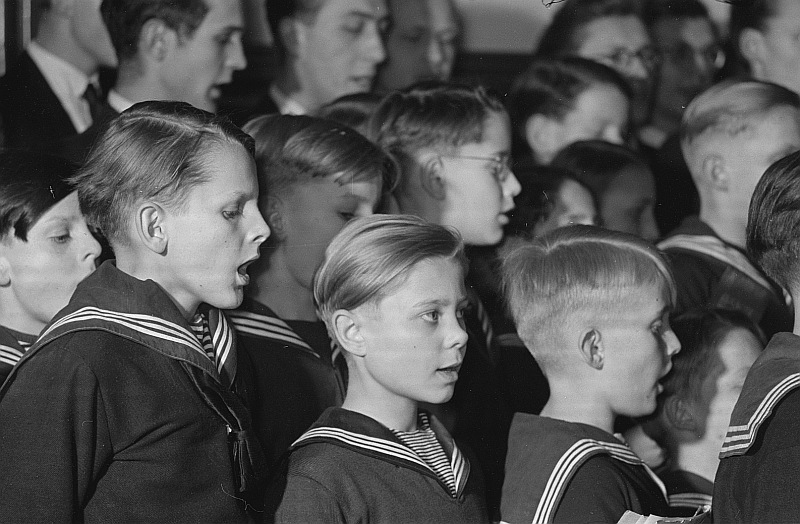
Leipziger Thomanerchor (1953)

Bernhard Klee wurde 1936 im thüringischen Schleiz geboren und wuchs zunächst in Jena auf.
Klee lernte Klavier, Violine und Kontrabass und war unter Thomaskantor Günther Ramin von 1948 bis 1955 Mitglied im Leipziger Thomanerchor, zuletzt als Präfekt. Im Alter von zehn Jahren hörte er seine erste Mozart-Oper (Le nozze di Figaro), was ihn fortan prägen sollte. Nach dem Abitur 1955 an der Thomasschule zu Leipzig studierte er an der Staatlichen Hochschule für Musik Köln, wo Günter Wand (Orchesterleitung), Else Schmitz-Gohr (Klavier) und Maurits Frank (Kammermusik) zu seinen Lehrern gehörten. Später hob er hervor, dass es vor allem Fritz Stiedry war, der ihn handwerklich auf den Dirigentenberuf vorbereitet hatte.

### Berufliche Anfänge
Im Jahr 1957 begann er seine Karriere als Korrepetitor an den Städtischen Bühnen Köln, deren Generalmusikdirektor Otto Ackermann war. 1958 wechselte er an das Stadttheater Bern. Der Kölner Generalmusikdirektor Wolfgang Sawallisch holte ihn zurück an den Rhein und machte ihn zu seinem Assistenten. Sein Debüt als Dirigent gab Klee 1960 in der Oper Die Zauberflöte von Wolfgang Amadeus Mozart; die Solisten waren seinerzeit Elisabeth Grümmer, Edith Mathis, Fritz Wunderlich und Franz Crass.
Danach durchlief er erste Kapellmeisterstationen an den Theatern Salzburg (1962/63), Oberhausen (1963–1965) und Hannover (1965/66).

### Generalmusikdirektor in Lübeck
Von 1966 bis 1973 wirkte er in der Nachfolge von Gerd Albrecht als Generalmusikdirektor in Lübeck. Nach Klaus Matthias, der ihn als „einen begnadeten Mozart-Dirigenten“ bezeichnete, widmete er sich in Lübeck erstmals intensiv der Musik Haydns und Mozarts, aber auch Beethovens und Brahms. Außerdem führte er zweijährlich die Brucknerpflege fort und griff erneut die Sinfonien Gustav Mahlers auf. Weiterhin gestaltete er einen Sibelius-Zyklus. Entsprechend wurde er „in besonderem Maße der historisch begründeten Ausrichtung Lübecks nach Skandinavien gerecht“, wie Matthias betonte. Darüber hinaus ließ er auch andere Vertreter der Romantik sowie der klassischen Moderne, etwa Igor Strawinsky, Béla Bartók und Dmitri Schostakowitsch spielen. Nicht zuletzt beachtete er bisher eher vernachlässigte barocke und vorklassische Komponisten, was Matthias auf seine Thomanerzeit zurückführte. Wiederholt trat auch seine Frau, die bekannte Sopranistin Edith Mathis, in Lübecker Konzerten auf. Ab 1967 etablierte Klee Vorkonzerte und später Werkeinführungen zu modernen Stücken von Karl Amadeus Hartmann und Wolfgang Fortner. Seine Konzertreihe „Musik der Zeit“ zeigte „avantgardistische Anläufe, die so offensichtlich vom Publikum abgelehnt werden und sich nicht halten können“. Ferner setzte er sich für Kinderkonzerte ein. 1973 löste er sich „in couragierter geistiger Unabhängigkeit vorzeitig“ von seinen Verpflichtungen in Lübeck.

### Gastdirigate und internationaler Durchbruch
Im Jahr 1968 debütierte er beim Berliner Philharmonischen Orchester, mit dem er während der Amtszeit Karajans und Abbados wiederholt in Erscheinung treten sollte. Nach seinem Einstand 1979 beim Radio-Symphonie-Orchester Berlin war er in den 1980er Jahren regelmäßiger Gast bei dessen Symphoniekonzerten in der Berliner Philharmonie und im Haus des Rundfunks.

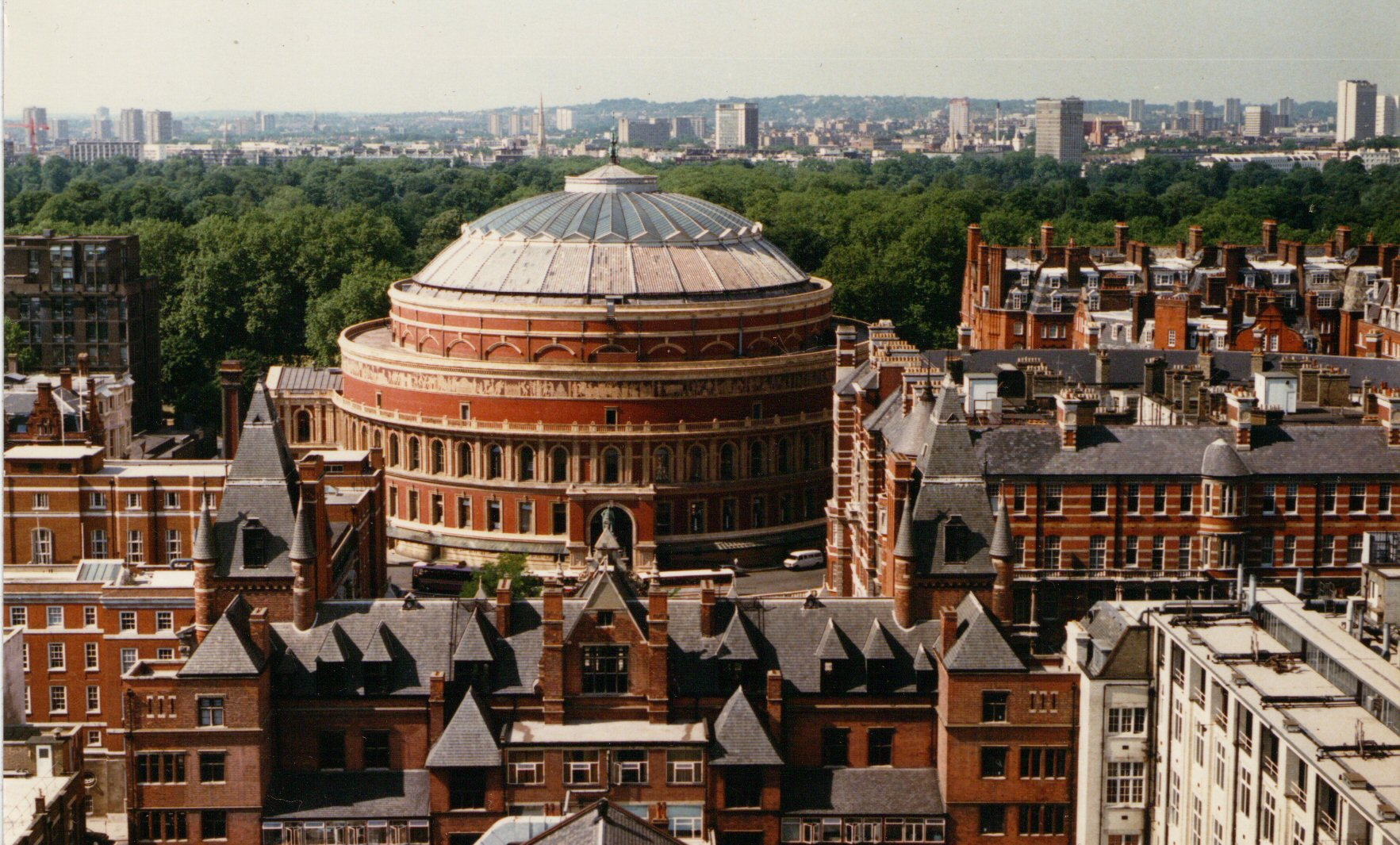
Londoner Royal Albert Hall (1986)

Ein Gastspiel der Hamburgischen Staatsoper führte ihn 1969 mit Wagners Der fliegende Holländer zum Edinburgh Festival nach Schottland. 1971/72 war er Gastdirigent des BBC Symphony Orchestra in London, wo er mit Pierre Boulez zusammenarbeitete. Bei den Proms in der Royal Albert Hall in London dirigierte er in den 1970er Jahren neben dem BBC Symphony Orchestra (1972) auch das London Symphony Orchestra (LSO / 1973, 1975). In einem Interview erklärte er, dass er sich von den drei Londoner Orchestern, mit denen er regelmäßig zusammenarbeitete, ganz besonders dem LSO verbunden fühlte. Sein Debüt am Royal Opera House in Covent Garden gab er 1972 mit der Wiederaufnahme von Mozarts Così fan tutte. Noch während seiner Düsseldorfer Jahre 1985 wurde Klee erster Gastdirigent des BBC Philharmonic Orchestra in Manchester, wo er bis 1989 tätig war. Mit diesem trat er ab Mitte der 1980er Jahre regelmäßig bei den Proms auf. 1991 gab er sein letztes Proms-Konzert.
Im Jahr 1973 trat er das erste Mal bei den Salzburger Festspielen auf, bei denen er mit dem Mozarteum-Orchester sowie Robert Kerns (Bass) und Alexander Jenner (Klavier) Werke Mozarts interpretierte. Weitere Auftritte in Salzburg sollten folgen, etwa 1979 mit den Wiener Philharmonikern, als ihm Karajan drei Aufführungen der Jean-Pierre-Ponnelle-Inszenierung von Mozarts Le nozze di Figaro überließ. 1975 gab er sein dirigentisches Debüt im Wiener Musikverein, wo er wiederholt mit den Wiener Symphonikern und den Stockholmer Philharmonikern auftreten sollte.
Außerdem führte es ihn nach München, wo er in der musica viva-Konzertsaison 1973/74 Werke Hartmanns und Henzes dirigierte. Karl Heinz Ruppel lobte ihn in der Süddeutschen Zeitung für sein präzises Dirigat. Weitere Auftritte mit dem Symphonieorchester des Bayerischen Rundfunks schlossen sich an u. a. beim Mozartfest Würzburg. Beeindruckt zeigte sich Joachim Kaiser von Klees Leistung beim 9. Rundfunksymphonieorchester-Konzert im Herkulessaal im Jahr 1976, die „ihn zum Dirigenten von Rang“ mache. In der Interimszeit zwischen Rudolf Kempe und Sergiu Celibidache war Klee dann einer der Gastdirigenten bei den Münchner Philharmonikern. Anlässlich seiner ersten Münchner Opernfestspiele 1979 leitete er im Cuvilliés-Theater die Premiere von Mozarts La finta giardiniera; die Inszenierung übernahm Ferruccio Soleri.
Nachdem sich Daniel Barenboim in der Saison 1973/74 in Folge eines Orchesterstreiks vorzeitig von seiner Verpflichtung bei den New Yorker Philharmonikern zurückgezogen hatte, konnte Klee hier in der Avery Fisher Hall sein US-Debüt geben. Harold C. Schonberg von der New York Times bewertete seine Darbietung von Werken Webers, Hartmanns und Mahlers als grundsolide, aber wenig einfallsreich, wobei ihm auch das Programm entgegengestanden habe. Klee wurde in der Folge zu weiteren großen US-amerikanischen Orchestern (Washington, D.C., Chicago, San Francisco, Cleveland, Pittsburgh u. a.) eingeladen. Beim Pittsburgh Symphony Orchestra war er in den 1990er wiederholt in der Heinz Hall zu Gast.
Im Jahr 1992 hatte er mit Mozart, Schumann und Dvořák sein Debüt beim niederländischen Concertgebouw-Orchester.
Für Wolf-Eberhard von Lewinski (1976) ist er „ein ebenso musikalischer wie intelligenter Dirigent, ein präziser Arbeiter und ein souveräner Gestalter“. Er attestierte ihm ein Verständnis für Mozart und Mahler sowie die Moderne.

### Chefdirigate in Hannover, Düsseldorf und Ludwigshafen
Nach dem Tod von Willy Steiner übernahm Klee von 1976 bis 1979 sowie erneut ab 1991 das Chefdirigat beim Orchester des Senders Hannover (ab 1980 Rundfunkorchester). Durch ihn „erhielt das Orchester entscheidende künstlerische Impulse, die zu seinem hohen Ansehen führten und es auch überregional bekannt machten“, so Günter Katzenberger und Hans-Olaf Meyer-Grotjahn.
Noch während er in Hannover tätig war, leitete er von 1977 bis 1987 in der Nachfolge von Willem van Otterloo die Düsseldorfer Symphoniker. Einen Schwerpunkt legte er auf die Neue Wiener Schule (Schönberg, Webern und Berg), wie bereits sein Antrittskonzert erahnen ließ. Darüber hinaus verantwortete er in Düsseldorf Erstaufführungen von Werken Ravels, Strawinskys, Bartoks und Busonis. Weiterhin integrierte er die Musik von Olivier Messiaen, Karol Szymanowski und Henryk Czyż. Der Düsseldorfer Musikverein war mit dem Angebot an Neuer Musik schwer gefordert. Höhepunkt in dieser Hinsicht war die Interpretation von Denissows Requiem, das in Gegenwart des Komponisten sowie des sowjetischen Botschafters Wladimir Semjonow 1985 dargeboten wurde, sowie das Oratorium „La Transfiguration de Notre Seigneur Jesus-Christ“ von Oliver Messiaen. Ferner setzte Klee Akzente mit Alexander Skrjabin und mit Franz Schreker, aber auch mit Komponisten der zweiten Hälfte des 20. Jahrhunderts (Boulez, Ligeti, Maderna, Penderecki). Tonschöpfer wie Lutosławski, Holliger und Zender dirigierten in Klees Amtszeit ihre eigenen Stücke in Düsseldorf. Ferner wurden zeitgenössische Kompositionen von Baird, Henze und Kotoński aufgeführt. Auch setzte sich Klee für Düsseldorfer Komponisten wie Günther Becker, Oskar Gottlieb Blarr und Jürg Baur ein. Nach der Eröffnung der neuen Tonhalle Düsseldorf 1978 ließ er auch kammermusikalische Werke ebendort aufführen. Diese Programmgestaltung war seit Heinrich Hollreiser ein Novum in Düsseldorf. Der Musikredakteur Hans Winking (1985) rechnete ihn zu den „profiliertesten deutschen Dirigenten“, der sich in Düsseldorf um die Neue Musik verdient gemacht habe.
Gemeinsam mit dem Chor des Städtischen Musikvereins zu Düsseldorf führte er dessen Schallplatteneinspielungen beim Label EMI fort: Robert Schumann „Szenen aus Goethes Faust“, Requiem und „Requiem für Mignon“ sowie die Orchester-Chor-Balladen. Zudem unternahm er gemeinsam mit Chor und Orchester 1984 eine viel beachtete Gastspielreise zum Festival „Wratislavia Cantans“ (Breslau/Polen). Klee dirigierte den Chor ferner in Köln und Saarbrücken.
Nachdem Franz Welser-Möst sein Amt 1991 nicht angetreten hatte, wurde Klee 1992 zunächst kommissarischer Chefdirigent der Staatsphilharmonie Rheinland-Pfalz in Ludwigshafen, dessen Leitung er dann bis 1997 innehatte.

### Gastdirigat in Halle (Saale)
Nach einem ersten Gastdirigat 1997 beim Philharmonischen Staatsorchester Halle sollte er ursprünglich die Nachfolge von Generalmusikdirektor Heribert Beissel antreten, übernahm stattdessen für die Spielzeit 1999/2000 ein festes Gastdirigat. Nach Johannes Killyen machte er „das Orchester innerhalb weniger Monate zu einem Spitzenensemble“, wurde dann aber „durch Fehlbesetzungen in der Verwaltung und Nichterfüllen einiger Vertragsbedingungen“ von der Stadt Halle (Saale) unnötig verärgert, sodass letztlich Wolf-Dieter Hauschild das Chefdirigat übernahm.

### Orchestererziehung
Im Jahr 2003 leitete er in Freiburg im Breisgau das Dirigentenforum für Orchesterdirigenten des Deutschen Musikrats. Beim Bundesjugendorchester übernahm er 2004 die 100. Arbeitsphase, die er mit einem Festkonzert in der Kölner Philharmonie zum Abschluss brachte.

### Familie

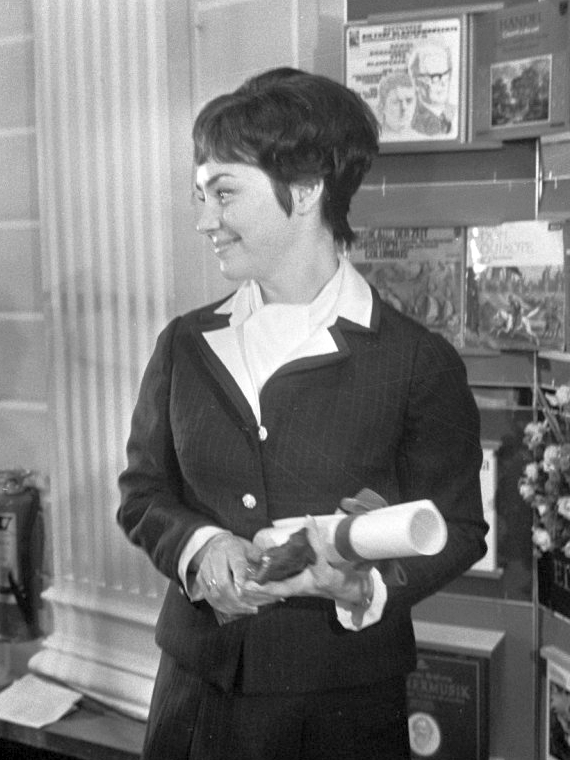
Edith Mathis (1969)

Bernhard Klee machte sich in der Schweiz ansässig und heiratete in erster Ehe die Schweizer Sopranistin Edith Mathis (1938–2025). Für sie trat er oft als Liedbegleiter in Erscheinung; eine gemeinsame Aufnahme erhielt 1973 den Deutschen Schallplattenpreis. Später heiratete er eine Schweizer Psychologin. Er lebt in Wagerswil im Kanton Thurgau.

## Uraufführungen und Aufnahmen
Klee verantwortete mehrere Uraufführungen u. a. von Wolfgang Fortner (Triptychon, 1978), Manfred Trojahn (Abschied…, 1978), Detlev Müller-Siemens (Passacaglia, 1979), Hans-Jürgen von Bose (Idyllen, 1983), Hans Werner Henze (Ode an eine Äolsharfe, Internationale Musikfestwochen Luzern 1986), Sofia Gubaidulina (Märchenpoem, 1992), Volker David Kirchner (2. Sinfonie „Mythen“, 1992) und Dieter Schnebel (Canones, 1995). Darüber hinaus dirigierte er 1972 das Berliner Philharmonische Orchester bei den Deutschen Erstaufführungen des 2. Violinkonzerts und des Orchesterwerks Heliogabalus Imperator von Hans Werner Henze.
Er legte folgende Opern-Gesamtaufnahmen vor: Zaide von Wolfgang Amadeus Mozart (1973), Die lustigen Weiber von Windsor von Otto Nicolai (1976), Der Wildschütz von Der Wildschütz von Albert Lortzing (1982), Die Hochzeit des Camacho von Felix Mendelssohn Bartholdy (1988) La clemenza di Tito von Wolfgang Amadeus Mozart (1989). Die Nicolai-Einspielung gilt als Referenzaufnahme.
Zudem gilt er Albrecht Dümling zufolge „als einer der kundigsten Wegbereiter der Zemlinsky-Renaissance“.

## Auszeichnungen
Ehrung
- 1995: Ehrendirigent der NDR Radiophilharmonie[6]

Schallplattenpreise
- 1973: Deutscher Schallplattenpreis (Vokal-Recital) für Lieder von Wolfgang Amadeus Mozart (mit Edith Mathis) – Pianist[53]
- 1975: Wiener Flötenuhr der Mozartgemeinde Wien für Thamos, König in Ägypten von Wolfgang Amadeus Mozart – Dirigent[54]
- 1976: Wiener Flötenuhr der Mozartgemeinde Wien für Zaide von Wolfgang Amadeus Mozart – Dirigent[55]
- 1984: Vierteljahresliste 2/1984 des Preises der deutschen Schallplattenkritik für Requiem des-dur / Requiem für Mignon von Robert Schumann – Dirigent[56]
- 2004: Choc – Le Monde de la musique; Gramophone Editor’s Choice; R 10 Classica; Le Timbre de Platine für La clemenza di Tito von Wolfgang Amadeus Mozart (= Julia Varadys Live Recordings aus der Bayerischen Staatsoper) – Dirigent[57]

## Diskografie (Auswahl)
Pianist
- 1973: Wolfgang Amadeus Mozart: Lieder mit Edith Mathis. Deutsche Grammophon, Hamburg.
- 1976: Wolfgang Amadeus Mozart: Lieder mit Hermann Prey. Deutsche Grammophon, Hamburg 2530 724.

Dirigent
- 1970: Ludwig van Beethoven: Die Geschöpfe des Prometheus. Berliner Philharmoniker (Deutsche Grammophon)
- 1970: Ludwig van Beethoven: Die Ruinen von Athen u. a. Berliner Philharmoniker, RIAS-Kammerchor; Solisten: Arleen Augér, Franz Crass, Klaus Hirte (Deutsche Grammophon)
- 1970: Ludwig van Beethoven: Christus am Ölberge. Wiener Symphoniker, Wiener Singverein; Solisten: Elizabeth Harwood, James King, Franz Crass (Deutsche Grammophon)
- 1974: Wolfgang Amadeus Mozart: Konzerte für Flöte und Orchester Nr. 1 und 2 / Andante für Flöte und Orchester, English Chamber Orchestra und Karlheinz Zöller. Deutsche Grammophon, Hamburg 2530 344.
- 1974: Wolfgang Amadeus Mozart: Thamos, König in Ägypten, Staatskapelle Berlin, Rundfunk-Solistenvereinigung; Solisten: Karin Eickstaedt, Gisela Pohl, Eberhard Büchner, Theo Adam, Hermann Christian Polster (Eterna)
- 1975: Wolfgang Amadeus Mozart: Zaide, Staatskapelle Berlin; Solisten: Edith Mathis, Peter Schreier, Ingvar Wixell, Werner Hollweg, Reiner Süß (Philips)
- 1975: Joseph Haydn: 6. / 7. / 8. Sinfonie, Prager Kammerorchester; Solisten: Petr Škvor, Oldřich Vlček, Bohumil Bayer, František Pošta (Deutsche Grammophon)
- 1976: Otto Nicolai: Die lustigen Weiber von Windsor, Staatskapelle Berlin; Solisten: Helen Donath, Edith Mathis, Hanna Schwarz, Kurt Moll, Peter Schreier, Siegfried Vogel, Bernd Weikl. Deutsche Grammophon.
- 1979: Wolfgang Amadeus Mozart: Messe D-dur KV 317; Missa brevis C-dur KV 220 (196h); Exsultate, jubilate KV 165 (158a); Ave verum corpus KV 618. Solisten: Edith Mathis, Sopran u. a., Hans Otto, Orgel Chor des Bayerischen Rundfunks, Regensburger Domchor, Staatskapelle Dresden, Symphonieorchester des Bayerischen Rundfunks. Hamburg, Deutsche Grammophon/Galleria 419 060-1 (teilweise ursprünglich Berlin/DDR, VEB Deutsche Schallplatten, Eterna 1973)
- 1981: Alexander von Zemlinsky: Lyrische Symphonie, Radio-Symphonie-Orchester Berlin; Solisten: Elisabeth Söderström, Dale Duesing (Schwann Musica Mundi)
- 1982: Alexander von Zemlinsky: Sechs Gesänge, Radio-Symphonie-Orchester Berlin; Solisten: Glenys Linos (Schwann Musica Mundi)
- 1982: Wolfgang Amadeus Mozart: Klavierkonzerte Nr. 21/22, Symphonieorchester des Bayerischen Rundfunks; Solist: Wilhelm Kempff (Deutsche Grammophon)
- 1980–1982: Albert Lortzing: Der Wildschütz. Staatskapelle Berlin, Rundfunkchor Berlin, Rundfunk-Kinderchor Berlin; Solisten: Hans Sotin, Georgine Resick, Peter Schreier, Edith Mathis, Gottfried Hornik, Doris Soffel (LPs: Eterna 1984 > CDs: Brilliant Classics 94701, 2014)
- 1982: Robert Schumann: Szenen aus Goethes Faust. Düsseldorfer Symphoniker, Tölzer Knabenchor, Chor des Städtischen Musikvereins Düsseldorf; Solisten: Edith Mathis, Nicolai Gedda, Dietrich Fischer-Dieskau, Walter Berry (EMI)
- 1984: Robert Schumann: Requiem Des-dur op. 148; Requiem für Mignon op. 98b; Solisten: Helen Donath, Doris Soffel, Nicolai Gedda, Dietrich Fischer-Dieskau u. a., Chor des Städtischen Musikvereins e. V. Düsseldorf, Düsseldorfer Symphoniker ([EMI Digital 1C 067/1467561]): Op. 148 auch (EMI 7243 5 65830 2 3) (1996)
- 1986: Robert Schumann: Sämtliche Balladen. Düsseldorfer Symphoniker, Chor des Städtischen Musikvereins Düsseldorf; Solisten: Walton Grönroos, Peter Meven, Walter Berry, Doris Soffel, Ilse Gramatzki, Brigitte Lindner, Josef Protschka u. a. (EMI Digital)
- 1990–1991: Franz Schubert: Sinfonie h-moll, D. 759; Arnold Schönberg: „Ein Überlebender aus Warschau“ für Sprecher, Männerchor und Orchester, op. 46; Wolfgang Amadeus Mozart: Requiem (Fragment), KV 626. Radio-Philharmonie Hannover des NDR, NDR-Chor, Luba Organasova (Sopran), K´Katarzyna Bak (Alt), Robert Gambill (Tenor), Friedrich Mohsberger (Baß), Christoph Panzer (Sprecher). Live-Mitschnitte aus dem Landesfunkhaus Niedersachsen (NDR)
- 1992: Anton Bruckner: 9. Sinfonie. BBC Philharmonic Orchestra (BBC Classics)
- 1993: Bruno Maderna: Grande Aulodia u. a. SWR Sinfonieorchester Baden-Baden und Freiburg/Sinfonieorchester des Südwestfunks; Solisten: Han de Vries, Roberto Fabbriciani (BVHaast)
- 1994: Sofia Gubaidulina: Klaviermusik. NDR Radiophilharmonie/Radio-Philharmonie Hannover des NDR; Solist: Andreas Haefliger (Sony Classical)
- 1994: Sofia Gubaidulina: Märchenbild u. a. Radio-Philharmonie Hannover des NDR (cpo)
- 1995: Wilhelm Killmayer: Hölderlin-Lieder. Radio-Philharmonie Hannover des NDR; Solisten: Peter Schreier, Philipp Jungebluth (WERGO)
- 1996: Wolfgang Amadeus Mozart: Requiem KV 626 (Franz Beyer) + Luigi Nono: Canti di vita e d’amore (IPPNW-Gedenkkonzert zum 50. Jahrestag von Hiroshima und Nagasaki 1995); Bundesjugendorchester, Akademischer Chor Riga, Carl von Ossietzky Chor Berlin; Solisten: Barainsky, Kallisch, Randle, Snell (NDR/ARS MUSICI. AMP 5059-2)
- 2004: Wolfgang Amadeus Mozart: La clemenza di Tito u. a.: Bayerisches Staatsorchester; Solistin: Julia Varady (Orfeo)
- 2007: Willem Jeths: Seanchai u. a. Arnhem Philharmonic Orchestra (Northwest Classics)